# Lines of Wellington – Sturm über Portugal
Lines of Wellington – Sturm über Portugal ist ein portugiesisch-französischer Spielfilm aus dem Jahr 2012. Er diente als Grundlage für die mehrstündige portugiesisch-französische Fernseh-Miniserie As Linhas de Torres Vedras.

## Handlung
Während der Napoleonischen Kriege auf der Iberischen Halbinsel unterlagen die französischen Truppen von Marschall Masséna am 27. September 1810 in der Schlacht von Buçaco den britisch-portugiesischen Kräften unter General Wellington. Trotz der Niederlage blieben die französischen Kräfte zahlenmäßig überlegen und Wellington zog sich in Richtung Torres Vedras zurück. Er hatte dort mit den Linien von Torres Vedras einen massiven Verteidigungsring errichten lassen, an dem er die französische Armee erwartete. Auf dem Rückzug dorthin ordnete er zudem die vollständige Evakuierung des Gebietes zwischen Buçaco und Torres Vedras an, um jegliche Versorgung und Unterstützung des Gegners zu verhindern. 
In dieser Szenerie spielt der Film. In miteinander verbundenen Erzählsträngen steht Sergeant Francisco Xavier zwischen patriotischer Pflicht und menschlichen Gefühlen, treffen die beiden Oberbefehlshaber ihre Entscheidungen losgelöst von der Realität der Bevölkerung, verfolgen Frauen und Männer je nach ihrer gesellschaftlichen Stellung ihre ganz persönlichen Ziele und verarbeiten die fliehenden Menschen unterschiedlichster sozialer Herkunft ihr jeweiliges Schicksal. In einer Stimmung zwischen Hoffen und Bangen streben sie der finalen Konfrontation an den Linien von Torres Vedras zu.

## Produktion
Der französisch-chilenische Regisseur Raúl Ruiz hatte sich 2010 mit Die Geheimnisse von Lissabon nach vielen Jahren erstmals wieder Portugal zugewandt und für danach dieses Historiendrama geplant. Nach seinem Tod 2011 bot Produzent Paulo Branco die Regie für das Projekt John Malkovich an, der jedoch ablehnte und Ruiz’ Witwe Valeria Sarmiento empfahl. Sie nahm das Angebot an und widmete den Film ihrem verstorbenen Mann.
Gedreht wurde insbesondere in der portugiesischen Bergwelt der Serra da Estrela bei Folgosinho, in Óbidos und an Originalschauplätzen bei Torres Vedras.
Die Produktionskosten beliefen sich auf 4,8 Mio. Euro. In Portugal spielte der Film knapp 300.000 Euro ein. Er wurde international im Fernsehen gezeigt und erschien in verschiedenen Ländern als DVD, in Deutschland in der von arte bearbeiteten Fassung.

## Rezeption
Der Film lief auf mehreren internationalen Filmfestivals. So war er 2012 bei den Internationalen Filmfestspielen von Venedig für einen Goldenen Löwen nominiert und 2013 gewann er zwei Preise bei den Globos de Ouro.
Die Kritik beurteilte den aufwendig inszenierten Film sehr unterschiedlich. So wurden die schauspielerischen Leistungen, die historische Genauigkeit und die detailgenaue Ausstattung überwiegend gelobt, auch die eng verwobenen Handlungen der Personen und die poetischen Bilder erfuhren Anerkennung. Die verschiedenen Handlungsstränge wurden dagegen mitunter als zu zahlreich erachtet, dies mache eine wirkungsvolle Identifikation mit einzelnen Figuren nahezu unmöglich. Auch sei die von Thematik und Titel zu erwartende Dramatik eines Kriegsfilms einer eher tiefgründigen Betrachtung gewichen, was zum Teil als enttäuschte Erwartung gewertet wurde, insbesondere beim breiten Publikum. Zudem wurde kritisiert, dass die werbewirksam genannten Stars in dem Film statt Hauptrollen überwiegend kurze Auftritte hätten, wenngleich die Schauspielleistung auch der anderen Darsteller durchweg überzeugend seien.
Lines of Wellington war der portugiesische Kandidat für den besten fremdsprachigen Film bei der Oscarverleihung 2014.